# Goodenia azurea
Goodenia azurea är en tvåhjärtbladig växtart. Goodenia azurea ingår i släktet Goodenia och familjen Goodeniaceae.

## Underarter
Arten delas in i följande underarter:
- G. a. azurea
- G. a. hesperia